# Дединац
Дединац је насеље у Србији у општини Куршумлија у Топличком округу. Према попису из 2022. било је 55 становника (према попису из 1991. било је 161 становника).

## Демографија
У насељу Дединац живи 109 пунолетних становника, а просечна старост становништва износи 51,8 година (50,5 код мушкараца и 53,2 код жена). У насељу има 60 домаћинстава, а просечан број чланова по домаћинству је 2,07.
Ово насеље је великим делом насељено Србима (према попису из 2002. године), а у последња три пописа, примећен је пад у броју становника.
|  |

| Демографија | Демографија | Демографија |
| Година      | Становника  | Становника  |
| ----------- | ----------- | ----------- |
| 1948.       | 685         |             |
| 1953.       | 677         |             |
| 1961.       | 552         |             |
| 1971.       | 394         |             |
| 1981.       | 304         |             |
| 1991.       | 161         | 161         |
| 2002.       | 124         | 124         |

| Етнички састав према попису из 2002.‍ | Етнички састав према попису из 2002.‍ | Етнички састав према попису из 2002.‍ | Етнички састав према попису из 2002.‍ | Етнички састав према попису из 2002.‍ |
| ------------------------------------ | ------------------------------------ | ------------------------------------ | ------------------------------------ | ------------------------------------ |
|                                      |                                      |                                      |                                      |                                      |
| Срби                                 | Срби                                 |                                      | 122                                  | 98,38%                               |
| Хрвати                               | Хрвати                               |                                      | 1                                    | 0,80%                                |
| непознато                            | непознато                            |                                      | 1                                    | 0,80%                                |

| Година пописа     | 1948. | 1953. | 1961. | 1971. | 1981. | 1991. | 2002. |
| ----------------- | ----- | ----- | ----- | ----- | ----- | ----- | ----- |
| Број домаћинстава | 104   | 107   | 111   | 96    | 91    | 69    | 60    |

| Број чланова      | 1  | 2  | 3 | 4 | 5 | 6 | 7 | 8 | 9 | 10 и више | Просек |
| ----------------- | -- | -- | - | - | - | - | - | - | - | --------- | ------ |
| Број домаћинстава | 22 | 26 | 3 | 4 | 5 | 0 | 0 | 0 | 0 | 0         | 2,07   |

| Пол    | Укупно | Неожењен/Неудата | Ожењен/Удата | Удовац/Удовица | Разведен/Разведена | Непознато |
| ------ | ------ | ---------------- | ------------ | -------------- | ------------------ | --------- |
| Мушки  | 55     | 12               | 35           | 6              | 1                  | 1         |
| Женски | 56     | 8                | 35           | 12             | 0                  | 1         |
| УКУПНО | 111    | 20               | 70           | 18             | 1                  | 2         |

| Пол    | Укупно                    | Пољопривреда, лов и шумарство | Рибарство                            | Вађење руде и камена | Прерађивачка индустрија       |
| ------ | ------------------------- | ----------------------------- | ------------------------------------ | -------------------- | ----------------------------- |
| Мушки  | 22                        | 19                            | 0                                    | 0                    | 2                             |
| Женски | 9                         | 9                             | 0                                    | 0                    | 0                             |
| УКУПНО | 31                        | 28                            | 0                                    | 0                    | 2                             |
| Пол    | Производња и снабдевање   | Грађевинарство                | Трговина                             | Хотели и ресторани   | Саобраћај, складиштење и везе |
| Мушки  | 1                         | 0                             | 0                                    | 0                    | 0                             |
| Женски | 0                         | 0                             | 0                                    | 0                    | 0                             |
| УКУПНО | 1                         | 0                             | 0                                    | 0                    | 0                             |
| Пол    | Финансијско посредовање   | Некретнине                    | Државна управа и одбрана             | Образовање           | Здравствени и социјални рад   |
| Мушки  | 0                         | 0                             | 0                                    | 0                    | 0                             |
| Женски | 0                         | 0                             | 0                                    | 0                    | 0                             |
| УКУПНО | 0                         | 0                             | 0                                    | 0                    | 0                             |
| Пол    | Остале услужне активности | Приватна домаћинства          | Екстериторијалне организације и тела | Непознато            | Непознато                     |
| Мушки  | 0                         | 0                             | 0                                    | 0                    | 0                             |
| Женски | 0                         | 0                             | 0                                    | 0                    | 0                             |
| УКУПНО | 0                         | 0                             | 0                                    | 0                    | 0                             |